# Festival international du film fantastique de Neuchâtel 2016
 (août 2023).
Si vous disposez d'ouvrages ou d'articles de référence ou si vous connaissez des sites web de qualité traitant du thème abordé ici, merci de compléter l'article en donnant les références utiles à sa vérifiabilité et en les liant à la section « Notes et références ».
Pour un article plus général, voir Festival international du film fantastique de Neuchâtel.
Le Festival international du film fantastique de Neuchâtel 2016 s'est déroulé du 1 au 9 juillet. L'invité d'honneur de cette édition était le réalisateur américain John Carpenter à qui était consacré une rétrospective de tous ses films cinéma. Il a également donné un concert où il a interprété les morceaux les plus emblématiques de ses compositions pour le cinéma ainsi que des extraits de ses deux albums studios. Une nouvelle section a été créée pour mettre à l'honneur le cinéma suisse : Amazing Switzerland. Cette section a présenté une séance particulière avec le film Late Shift de Tobias Weber, le premier film interactif ; le réalisateur a demandé à chaque spectateur de télécharger une application et de l'utiliser pour diriger les choix des personnages lorsque des questions apparaitraient sur l'écran
.
Le budget 2016 est de 1 800 000.- Frs. 150 projections publiques ont été planifiées. 42 pays étaient représentés par la totalité des longs et courts métrages. Cette année le festival a présenté 5 premières mondiales, 5 premières internationales, 7 premières européennes et 52 premières suisses.
14 titres étaient prévu pour la compétition internationale, mais le film Grave (Raw) de la réalisatrice française Julia Ducournau a été annulé quelques jours avant l'événement.
Cette édition s'est ouverte avec le film La Sorcellerie à travers les âges de Benjamin Christensen, film muet accompagné en direct par l'Ensemble Symphonique Neuchâtel sous la direction de la musicienne Gillian Anderson.
Cette année, la rétrospective parallèle, nommée El Dorado, était consacrée au cinéma de genre d'Amérique latine, présentant des films anciens et actuels produits par le Chili, la Colombie, l'Argentine, la Guatemala, le Brésil, le Mexique et le Pérou. Le curateur de ce programme n'est autre que le réalisateur Adrián Garcia Bogliano bien connu au NIFFF où plusieurs de ses longs métrages ont été projetés (2013,2014 et 2015).
La fréquentation 2016 est stable avec 35 500 entrées payantes.
Lieux : Théâtre du Passage 1, Temple du bas, Arcades, Bio, Open Air aux Jeunes-Rives

## Jurys et invités

### Le jury international
- Président du jury : Luis Ospina, réalisateur ( Colombie)
- Anurag Kashyap, réalisateur ( Inde)
- Charlie Lyne, réalisateur ( Royaume-Uni)
- Joyce A. Nashawati, réalisatrice ( Liban)
- Consuelo Holtzer, Strasbourg European Fantastic Film Festival ( États-Unis)

### Jury Mélies
- Brigitte Häring, journaliste à la radio et télévision suisse ( Suisse)
- Andrea Quiroz, producteur ( Mexique)
- Frederik Peeters, bandes dessinées ( Suisse)

### Jury critique internationale
- Pierce Conran, Screen Anarchy ( Canada)
- Cédric Delelée, Mad Movies ( France)
- Andrea Monili, Nocturno ( Italie)
- Luis Rosales, Scifiworld ( Espagne)
- Nando Rohner, Deadline ( Allemagne)

### Jury Imaging The Future
- Michael Krummenacher, réalisateur ( Suisse)
- Alexandre Poncet, réalisateur et journaliste ( France)
- Laura Sanchez Acosta, producteur ( Argentine)

### Jury Lycée Denis-De-Rougemont
- Hafsa Ibrahim
- Njarasoa Rumpf
- Camila Schmalz P.
- Valentin Straub

### Jury SSA/Suissimage (Courts-métrages)
- Anne Deluz, délégué SSA/SUISSIMAGE ( Suisse)
- Carmen Jaquier, réalisatrice ( Suisse)
- Marie Klay, programmateur au Spoutnik, directeur administratif & programmateur au LUFF ( Suisse)

### Jury Taurus Studio (Courts-métrages suisses)
- Claude Lander, fondateur de Taurus Studio ( Suisse)
- Marie-Thérèse Bonadonna, délégué culturel au Club 44 ( Suisse)
- Freddy Landry, journaliste & producteur ( Suisse)

### Invité d'honneur
John Carpenter, réalisateur ( États-Unis)

### Autres invités
- Isaac Ezban, réalisateur ( Mexique)
- Christopher Smith, réalisateur ( Royaume-Uni)
- Julie Baines, productrice ( Royaume-Uni)
- Gabriele Mainetti, réalisateur ( Italie)
- Christian Tafdrup, réalisateur ( Danemark)
- Babak Anvari, réalisateur ( Iran)
- Cosimo Alemà, réalisateur ( Italie)
- Raff Fluri, producteur ( Suisse)
- Ann Mottier-Schnabel, productrice ( Suisse)
- Robert Israel ( Suisse)
- Tobias Nölle, réalisateur ( Suisse)
- Tobias Weber, réalisateur ( Suisse)
- Baptiste Planche ( Suisse)
- Lionel Rupp, réalisateur ( Suisse)
- Darius Rochebin, journaliste à la RTS ( Suisse)
- Jean-Baptiste Thoret, critique de cinéma et réalisateur ( France)
- Yves Montmayeur, réalisateur ( France)
- Thierry Tripod, producteur ( France)
- Adrián Garcia Bogliano, réalisateur ( Mexique)
- Simon Ratziel, SFX ( Argentine)
- Patricio Valladares, réalisateur ( Chili)
- Bernardo Bergeret ( Argentine)
- Pablo Guisa Koestinger, producteur( Mexique)

## Sélection

### Longs métrages

#### International competition
- Creative Control (2015) de Benjamin Dickinson ( États-Unis)
- Detour (2016) de Christopher Smith ( Royaume-Uni,  Afrique du Sud)
- February (2015) de Osgood Perkins ( États-Unis,  Canada)
- Fantastic Birthday (Girl Asleep, 2015) de Rosemary Myers ( Australie)
- Lo chiamavano Jeeg Robot (2015) de Gabriele Mainetti ( Italie)
- Los Parecidos (2015) de Isaac Ezban ( Mexique)
- Miruthan (2016) de Shakti Soundar Rajan ( Inde)
- Parents (Forældre, 2016) de Christian Tafdrup ( Danemark)
- Swiss Army Man (2016) de Daniel Scheinert, Dan Kwan ( États-Unis)
- The Lure (Córki dancingu, 2015) d'Agnieszka Smoczyńska ( Pologne)
- The Transfiguration (2016) de Michael O'Shea ( États-Unis)
- Trash Fire (2016) de Richard Bates Jr. ( États-Unis)
- Under the Shadow (2016) de Babak Anvari ( Iran,  Jordanie,  Royaume-Uni)
- Grave (2016) de Julia Ducournau ( France) Annulé

#### New cinema from Asia
- Chongqing Hot Pot de Yang Qing ( Chine)
- Bitcoin Heist de Hàm Trần ( Viêt Nam)
- Creepy de Kiyoshi Kurosawa ( Japon)
- Honor Thy Father de Erik Matti ( Philippines)
- Keeper of Darkness de Nick Cheung ( Hong Kong)
- Psycho Raman de Anurag Kashyap ( Inde)
- Seoul Station de Yeon Sang-ho ( Corée du Sud)
- The Priests de Jang Jae-hyeon ( Corée du Sud)

#### Cérémonies
- La Sorcellerie à travers les âges de Benjamin Christensen ( Suède)
- Mademoiselle de Park Chan-wook ( Corée du Sud)

#### Films of the third kind
- Les Enquêtes du département V : Délivrance de Hans Petter Moland ( Danemark)
- Bad Cat de Mehmet Kurtuluş et Ayse Ünal ( Turquie)
- La Légende de Baahubali - 1re partie de S. S. Rajamouli ( Inde)
- Blind Sun de Joyce A. Nashawati ( France)
- Desierto de Jonas Cuaron ( France)
- Mi gran noche de Alex de la Iglesia ( Espagne)
- The Ardennes de Robin Pront ( Belgique)
- The Mermaid de Stephen Chow ( Chine)
- The Wave de Roar Uthaug ( Norvège)
- Zeta de Cosimo Alemà ( Italie)

#### Ultra movies
- Scare Campain de Colin Cairnes, Cameron Cairnes ( Australie)
- The Greasy Strangler de Jim Hosking ( États-Unis)
- Baskin de Can Evrenol ( Turquie)
- Carnage Park de Mickey Keating ( États-Unis)
- HK: Hentai Kamen - Abnormal Crisis de Yûichi Fukuda ( Japon)
- Orgueil et Préjugés et Zombies de Burr Steers ( États-Unis)
- La Peau de Bax de Alex van Warmerdam ( Pays-Bas)
- The Alchemist Cookbook de Joel Potrykus ( États-Unis)
- The Devil's Candy de Sean Byrne ( États-Unis)
- Yoga Hosers de Kevin Smith ( États-Unis)

#### Amazing Switzerland
- Aloys de Tobias Nölle ( Suisse)
- Der Vampir auf der Couch de David Rühm ( Suisse)
- Heimatland de Divers ( Suisse)
- Late Shift de Tobias Weber ( Suisse)
- Sibylle de Michael Krummenacher ( Suisse)
- Das Kalte Hertz de Karl Ulrich Schanbel ( Suisse)

#### Histoires du genre
- Le Complexe de Frankenstein de Alexandre Poncet, Gilles Penso ( France)
- Fear Itself de Charlie Lyne ( Royaume-Uni)
- Dragon Girls ! de Yves Montmayeur ( France)
- The 1000 eyes of Dr. Maddin de Yves Montmayeur ( France)
- Todo Comenzo por el fin de Luis Ospina ( Colombie)
- Viva la muerte de Yves Montmayeur ( France)

#### El Dorado
- El Vampiro Negro de Román Viñoly Barreto ( Argentine)
- Obras Maestras Del Terror de Enrique Carreras ( Argentine)
- Nazareno Cruz Y El Lobo de Leonardo Favio ( Argentine)
- Le Monde étrange de Zé do Caixão de José Mojica Marins ( Brésil)
- Pura Sangre de Luis Ospina ( Colombie)
- Veneno Para Las Hadas de Carlos Enrique Tabaoda ( Mexique)
- La mansión de Araucaima de Carlos Mayolo ( Colombie)
- Vampires à La Havane de Juan Padron ( Cuba)
- Santa Sangre de Alejandro Jodorowsky ( Mexique)
- Km 31 de Roberto Castañeda ( Mexique)
- Quando Eu Era Vivo de Marco Dutra ( Brésil)
- El Páramo de Jaime Osorio Marquez ( Colombie)
- Daemonium : Soldier of the Underwolrd de Pablo Parés ( Argentine)
- Ovnis en Zacapa de Marcos Machado ( Guatemala)
- Kryptonita de Nicanor Loreti ( Argentine)
- Downhill de Patricio Vallandares ( Chili)
- El Sonador de Adrían Saba ( Pérou)
- Tenemos la Carne de Emiliano Rocha Minter ( Mexique)

#### Carte blanche à une personnalité suisse (Darius Rochebin)
- Orange mécanique de Stanley Kubrick ( Royaume-Uni)
- Le Bal des vampires de Roman Polanski ( États-Unis)
- L'Oreille de Karel Kachyna ( Tchécoslovaquie)

#### NIFFF Invasion
- Le Garçon et le Monde de Alê Abreu ( Brésil)
- L'Homme qui venait d'ailleurs de Nicolas Roeg ( Royaume-Uni)
- Le Prestige de Christopher Nolan ( États-Unis)
- Purple Rain d'Albert Magnoli ( États-Unis)
- Docteur Folamour de Stanley Kubrick ( États-Unis)

#### Tribute to John Carpenter
- Dark Star de John Carpenter ( États-Unis)
- Assaut de John Carpenter ( États-Unis)
- Halloween de John Carpenter ( États-Unis)
- New York 1997 de John Carpenter ( États-Unis)
- The Fog de John Carpenter ( États-Unis)
- The Thing de John Carpenter ( États-Unis)
- Christine de John Carpenter ( États-Unis)
- Les Aventures de Jack Burton dans les griffes du Mandarin de John Carpenter ( États-Unis)
- Starman de John Carpenter ( États-Unis)
- Prince of Darkness de John Carpenter ( États-Unis)
- Invasion Los Angeles de John Carpenter ( États-Unis)
- L'Antre de la folie de John Carpenter ( États-Unis)
- Les Aventures d'un homme invisible de John Carpenter ( États-Unis)
- Le Village des damnés de John Carpenter ( États-Unis)
- Los Angeles 2013 de John Carpenter ( États-Unis)
- Ghosts of Mars de John Carpenter ( États-Unis)
- Vampires de John Carpenter ( États-Unis)
- The Ward de John Carpenter ( États-Unis)

### Courts-métrages

#### Swiss Shorts
- Belle comme un cœur de Gregory Casares ( Suisse)
- Driven de Johannes Bachmann ( Suisse)
- Le Goût des choux de Bruxelles de Michael Terraz ( Suisse)
- Haussarest de Matthias Sahli ( Suisse)
- Ivan's Need de Veronica Lingg, Manuela Leuenberger & Lukas Suter ( Suisse)
- Natchlich de Samuel Flückiger ( Suisse)
- Os Love de Luc Gut ( Suisse)
- Une ville sous la ville de Stefan Lauper & Consuelo Frauenfelder ( Suisse)

#### International Shorts
- Tunnelen de André Øvredal ( Norvège)
- Hotaru de William Laboury ( France)
- Portal to Hell!!! de Vivieno Caldinelli ( Canada)
- Uncanny Valley de Federico Heller ( Argentine)
- Arcana de Jerónimo Rocha ( Portugal)
- La voce de David Uloth ( Canada)

#### New Shorts From Asia
- Keep Going de Kim Geon ( Corée du Sud)
- Lalu de Ion Furjanic ( Malaisie)
- The Death Of A Security Guard de Cheng Wei-hao ( Taïwan)
- Voice of Apocalypse de Lu Ke ( Chine)

## Palmarès
| Prix                                                                      | Attribué à                                                       | Pays                        |
| ------------------------------------------------------------------------- | ---------------------------------------------------------------- | --------------------------- |
| Prix H. R. Giger Narcisse du meilleur film                                | Under the Shadow de Babak Anvari                                 | Iran                        |
| Mention spéciale                                                          | The Lure de Agnieszka Smoczyńska                                 | États-Unis                  |
| Prix RTS du public                                                        | Swiss Army Man de Daniel Scheinert, Dan Kwan                     | États-Unis                  |
| Méliès d'argent du meilleur long métrage européen                         | Parents de Christian Tafdrup                                     | Danemark                    |
| Prix Imaging The Future meilleur production design                        | Swiss Army Man de Daniel Scheinert, Dan Kwan                     | États-Unis                  |
| Prix du jury de la critique internationale                                | Swiss Army Man de Daniel Scheinert, Dan Kwan                     | États-Unis                  |
| Prix du meilleur film asiatique                                           | Honor Thy Father de Erik Matti                                   | Philippines                 |
| Prix de la jeunesse Denis-de-Rougemont                                    | Detour de Christopher Smith                                      | Royaume-Uni, Afrique du Sud |
| SSA/Suissimage Prix H. R. Giger Narcisse du meilleur court métrage suisse | Ivan's Need de Veronica Lingg, Manuela Leuenberger & Lukas Suter | Suisse                      |
| Prix Taurus Studio à l'innovation                                         | Belle comme un cœur de Gregory Casares                           | Suisse                      |
| Nomination pour le Méliès d'or du meilleur court métrage européen         | Ivan's Need de Veronica Lingg, Manuela Leuenberger & Lukas Suter | Suisse                      |